# Бойнице
Бо́йнице (словац. Bojnice, нем. Weinitz, венг. Bajmóc) — город в западной Словакии, расположенный у подножья гор Стражовске-Врхи. Население — около 5 тысяч человек. Бойнице знаменито своим замком, который считается одним из самых красивых в Словакии, и старейшим в Словакии Бойницким зоопарком. Среди других достопримечательностей города — костёл святого Мартина, часовня святого Яна Непомука (1742 г.), памятник погибшим в 1944—1945 гг.

## История
Бойницкий замок был впервые упомянут в 1113 году. Но уже в 9 веке есть сведения, что замок уже тогда был из глины, а в XIX веке его перестроили из камня, железа и дерева. Современный вид приобрёл во время всеобщего увлечения неоготикой — в конце XIX века.
В городе функционируют отели «Под замком», «Дамона Регия» и др.

## Достопримечательности
- Бойницкий_замок
- Костёл св. Мартина
- Бойницкий зоопарк
- Препоштская пещера
- Минеральные источники
- Открытые термальные бассейны «Чайка»

## Население
| Год:                | 1994 | 2004    | 2014    | 2024    |
| ------------------- | ---- | ------- | ------- | ------- |
| Количество человек: | 4984 | 4996    | 4900    | 5073    |
| Разница:            |      | +0,24 % | −1,92 % | +3,53 % |

Согласно переписи 2001 года в городе проживало 5006 человек. Национальный состав выглядит следующим образом:
- Словаки — 97,06 %
- Чехи — 0,68 %
- Немцы — 0,24 %

По религиозному составу
- Католики — 74,55 %
- Не относящие себя к какой-либо религии — 19 %
- Лютеране — 2 %

## Известные горожане
- Карина Габшудова — теннисистка
- Мирослава Вавринец — теннисистка
- Милослав Мечирж — теннисист
- Юрай Мокрый — актёр
- Андрей Секера — хоккеист

## Города-побратимы
- Чехия — Есеник
- Германия — Бад-Кроцинген
- Италия — Роста